# Élő Omega
Az Élő Omega az Omega nagylemeze 1972-ből, az első olyan albumuk, amelyet Presser Gábor és Laux József kiválása után, Debreczeni Ferenccel vettek fel. A negyedik stúdióalbum pótlására készítették, amit a Magyar Hanglemezgyártó Vállalat nem volt hajlandó megjelentetni. Ennek oka nem egyértelmű, magyarázzák azzal is, hogy a lemezkiadó nagyobb fantáziát látott az éppen kilépett Omega-tagok által alapított Locomotiv GT-ben, illetve azzal, hogy a címadónak szánt 200 évvel az utolsó háború után tartalma politikailag nem volt megfelelő, valamint Erdős Péter magára vette a Szex-apó című dalt (holott valójában Hendrei Tibor fotós ihlette).

## A lemezről
Hivatalosan az együttes turnéján készült koncertfelvételeket tartalmaz, bár egyes vélemények szerint a felvételek próbateremben készültek, a turnéról csak a közönséghangokat keverték hozzá. Címe kettős értelmű: az élő felvétel mellett arra is utal, hogy az Omega a tagcsere ellenére is megmaradt, tovább él. Az anyag benyújtása után sem ment zökkenőmentesen a kiadás (habár a nemkívánatosnak bizonyult dalok kimaradtak), ekkor ugyanis papírhiányra hivatkoztak. Ezt végül úgy hidalták át, hogy a lemez alumíniumtokban jelent meg. 1972-ben az első magyar alumíniumos kiadásra kék színnel írták rá az albumcímét (ugyanilyen színnel szerepelt alatta az együttes tagjainak sziluettje), megjelenését követően szinte pillanatok alatt elfogyott a boltokból. Ezzel az Omega bizonyította életképességét a lemezpiacon, de hamarosan újabb problémával találták szemben magukat, mivel az utánpótláshoz már nem volt kék színű festék az alumínium tasakra, éppen ezért a nem sokkal később megjelenő alumíniumos verziókra, piros színnel írták rá az albumcímét, amely a kékkel ellentétben jóval elterjedtebb lett. Mind a két változathoz eredetileg tartozik egy insert (melléklet) is, mindkettőben vöröses-lilás insert található, bár kevés információ maradt fent arról, hogy a kék alumíniumos verzióban eredetileg sötétkék insert volt. Megoszlóak a vélemények ezzel kapcsolatban, mint ahogyan, hogy létezik okkersárga valamint zöld feliratú alumíniumos változat is. A piros alumínium tokos kiadásból 3 különböző Pepita lemezcímkés verzió létezik. Az első a magyar nyelvű, a második és a harmadik kiadás pedig már export (angol ill. német) verziók voltak, amelyeknek a címkéjére angol valamint német nyelven kerültek fel az album és a dalok címei. Mikor az alumíniumos széria kifogyott jöttek a (piros betűs) papírtokos után gyártott kiadások. Az első ilyen papírtokos változat az 1975-ben jelent meg, amely egy reprezentatív kiadás volt, ami azt jelenti, hogy hűen követi a piros alumíniumos kiadást, tehát a borító anyagától eltekintve teljesen megegyezik a két változat. Még az insert is megtalálható volt ebben a papírtokos verzióban. Nem sokkal később, 1976-ban a Pepita piacra dobott még két (piros) papírtokos változatot az Élő Omega lemezből. Ezek már eltérnek az eredeti változatoktól. Insert nem járt már hozzájuk, hanem azt inkább a borító hátlapjára nyomtatták rá, a lemezcímkéik pedig már "új-hullámosabbak" voltak, amelyen a megszokott kocka Pepita emblémát kör alakú váltotta fel.
Egy idézet Tardos Péter – Rocklexikon című könyvéből:

| „ | Aki ki tudja venni szűkre méretezett borítójából a lemezt, az lejátszhatja, de oda többé vissza nem teheti.... | ” |
|   | |   |

Az Élő Omega először 1992-ben jelent meg CD-n, majd 1995-ben Az Omega összes koncertfelvétele 1. gyűjteményes válogatásban. 1998-ban 200 évvel az utolsó háború után címmel jelent meg az alternatív kiadás, amelyen már a nemkívánatosnak bizonyult dalok is szerepeltek, 2001-ben az Antológia sorozat gyűjtemény második részében is ez a kiadás jelent meg.

## Kiadások
| Év   | Kiadó           | Formátum | Sorszám    | Megjegyzések |  |
| ---- | --------------- | -------- | ---------- | --- |  |
| 1972 | MHV Pepita      | LP       | SLPX 17447 | Az eredeti alumínium borítós változat kétféle verzióban jelent meg: piros és kék feliratú borítókkal. Ehhez még tartozott egy melléklet is, melynek az egyik oldalán az együttes volt látható vöröses lilás alapszínnel, a másik oldalon pedig a dalok címei, zeneszerzők és szövegírók voltak láthatóak, valamint néhány sor az album keletkezéséről. |  |
| 1973 | Supraphon       | LP       |            | Csehszlovák licenckiadás Omega, Omega, Omega címmel. |  |
| 197? | MHV Pepita      | LP       | SLPX 17447 | Az alumínium borítós verzió korszerűsített változata, amelyet már papír tokban jelentettek meg. Ebből is kétféle létezik, az egyik kiadás borítója hűen követi az alumíniumos változatot, míg a másik papír tokos kiadás borítójának hátoldalára, az eredeti kiadás mellékletét nyomtatták rá. (A számcímeket, szerzőket stb...)                       |  |
| 1987 | MHV Favorit     | LP       |            | Omega 1968-1973 – Az Omega összes nagylemeze I. |  |
| 1992 | Hungaroton Mega | CD       | 92/M-048   | |  |
| 1994 | Hungaroton Mega | CD       | HCD 37627  | Omega 1968–1973 – Az Omega összes nagylemeze I. |  |
| 1995 | Hungaroton Mega | CD       |            | Az Omega összes koncertfelvétele 1. – CD1. Országos turné 1972 |  |
| 1998 | Hungaroton Mega | CD       |            | 200 évvel az utolsó háború után – alternatív kiadás. |  |
| 1998 | Hungaroton      | MC       | MMCA 87613 | 200 évvel az utolsó háború után – alternatív kiadás. |  |
| 2001 | Hungaroton      | CD       |            | Antológia vol. 2. 1970–1975 – Hard rock albumok – az alternatív kiadást tartalmazza. |  |
| 2001 | BMG Germany     | CD       |            | Anthology vol. 2. 1970–1975 – Hard Rock Alben – németországi licenckiadás. |  |
| 2015 | Hungaroton      | CD       |            | LP Anthology – Az Omega első 13 albumának gyűjteményes kiadása, az eredeti lemezek hangzásával és dallistájával. |  |

## Az albumhoz kapcsolódó kislemezek
| A-oldal          | B-oldal                         | Év   | Kiadó      | Sorszám | Megjegyzések                              |
| ---------------- | ------------------------------- | ---- | ---------- | ------- | ----------------------------------------- |
| Hűtlen barátok   | Szomorú történet                | 1971 | MHV Pepita | SP 889  | A Hűtlen barátok eltér az albumverziótól. |
| Régvárt kedvesem | 200 évvel az utolsó háború után | 1971 | MHV Pepita | SP 930  | A dalok eltérnek az albumverziótól.       |

## Dalok

### Első oldal
1. Hűtlen barátok (Mihály Tamás – Kóbor János)
2. Blues (Molnár György)
3. Egy nehéz év után (Mihály Tamás – Kóbor János – Sülyi Péter)
4. Törékeny lendület (Molnár György – Kóbor János – Sülyi Péter)
5. Omegautó (Molnár György – Kóbor János – Sülyi Péter)

### Második oldal
1. Régvárt kedvesem  (Mihály Tamás – Kóbor János)
2. Emlék – Csenddé vált szerelem (Mihály Tamás – Kóbor János – Sülyi Péter)
3. Eltakart világ – Egy perc nyugalom (Mihály Tamás – Kóbor János – Sülyi Péter)
4. Varázslatos, fehér kő (Benkő László, Debreczeni Ferenc, Mihály Tamás, Molnár György – Kóbor János – Sülyi Péter)

### Alternatív kiadás
1998-ban 200 évvel az utolsó háború után címmel jelent meg az album stúdióváltozata, amelyen már hallható a címadó dal albumverziója és a Szex-apó is. Hivatalos magyarázat szerint az eredeti, kiadásra szánt stúdiófelvételt remaszterelték, többen azonban úgy vélik, hogy az Élő Omega felvételéről lekeverték a közönségzajt és utólag rájátszottak. Emellett hozzák fel érvként azt is, hogy a 11 dalhoz nem lett volna elég egy bakelitlemez kapacitása, aminek az Élő Omega már így is a határait súrolta. Ebben az esetben azonban megválaszolatlan a kérdés, hogy honnan származik a Szex-apó felvétele (van ugyan róla korabeli bootleg, de ott teljesen eltér a szöveg).
1. Régvárt kedvesem (Mihály Tamás, Kóbor János)
2. 200 évvel az utolsó háború után (Molnár György – Kóbor János – Sülyi Péter)
3. Szex-apó (Benkő László, Debreczeni Ferenc, Mihály Tamás, Molnár György – Kóbor János – Sülyi Péter)
4. Törékeny lendület (Molnár György, Kóbor János, Sülyi Péter)
5. Egy nehéz év után (Mihály Tamás, Kóbor János, Sülyi Péter)
6. Hűtlen barátok (Mihály Tamás, Kóbor János)
7. Blues (Molnár György)
8. Eltakart világ (Mihály Tamás, Kóbor János, Sülyi Péter)
9. Emlék (Mihály Tamás, Kóbor János, Sülyi Péter)
10. Omegautó (Molnár György, Kóbor János, Sülyi Péter)
11. Varázslatos, fehér kő (Benkő László, Debreczeni Ferenc, Mihály Tamás, Molnár György, Kóbor János, Sülyi Péter)

(Eredeti CD ismertető füzet információk alapján: MEGA MCDA 87613)

### Közreműködött
- Benkő László – orgona, konga (Szex-apó), vokál
- Debreczeni Ferenc – dob, ütőhangszerek
- Kóbor János – ének
- Mihály Tamás – basszusgitár, vokál
- Molnár György – gitár

## Produkció
- Fülöp Attila – hangmérnök
- Hézser Zsolt – zenei rendező
- Matkó Katalin – borítóterv

Az eredeti felvételeket készítette: Aubeck Ferenc és Kóbor János.